# تواكل
يعرف التواكل عل أنه ترك الأسباب بالتقاعس عن القيام بالأعمال ومتابعتها بحجة الاتكال على الله أو على الآخرين في قضائها تكاسلا. وعند المسلمين يتعتبر التواكل عادة قبيحة وممجوجة, ذلك لأن الناس ينسون أو يتناسون نصيحة الرسول محمد  بـ (بأعقل وتوكل).
وعلى الإنسان التوكل على الرحمن في كل حاجة ولا يؤثر العجز يوماً على الطلب ألم يقل الله لمريم فهزي الجذع يساقط الرطب, ولو شاء أن تجنيه من غير أن تهز النخلة لكانت جنت الرطب ولكن الله يريد أن يعلمنا بأن لكل شيء هناك سبب له, فلنتخيل حال امرأة ضعيفة وهي في حال النفاس فأنها بالتأكيد تكون أضعف ما تكون المرأة عليه والنخلة شجرة قوية يصعب هز جذعها القوي ولكن الله قال: (وهزي إليك بجذع النخلة...)فالله يأمرنا بالسبب لنتعلم, كان من الممكن أن يسقط لها الرطب بلا هز.
أذن التواكل يرتبط بصورة أو أخرى بالمسؤولية عندما يحاول كل شخص رمي المسؤولية على الآخرين ناسيا نفسه هذه هي فكرة وثقافة التواكل مع الأخذ بنظر الاعتبار أن حجم المسؤولية يختلف من جهة إلى أخرى، على أن لا ينسى الحديث عن النبي محمد (كلكم راع وكلكم مسؤول عن رعيته), فالحاكم مسؤول وأبناء الشعب مسؤولون والعالم مسؤول الكل مسؤولين. وقد قال الله في محكم كتابه: ﴿ فَوَرَبِّكَ لَنَسْأَلَنَّهُمْ أَجْمَعِينَ ﴾ (92) سورة الحجر و﴿ وَقِفُوهُمْ إِنَّهُمْ مَسْئُولُونَ ﴾ (24) سورة الصافات.